# Bellême
Bellême – miejscowość i gmina we Francji, w regionie Normandia, w departamencie Orne.
Według danych na rok 1990 gminę zamieszkiwało 1788 osób, a gęstość zaludnienia wynosiła 1046 osób/km² (wśród 1815 gmin Dolnej Normandii Bellême plasuje się na 109. miejscu pod względem liczby ludności, natomiast pod względem powierzchni na miejscu 1101.).